# Вампир (повесть)
«Вампир» (англ. The Vampyre) — повесть доктора Джона Полидори, опубликованная в 1819 году. Её принято считать первым в истории художественной литературы произведением, описывающим современный образ вампира. Впервые перевод «Вампира» на русский язык был опубликован в 1828 году П. В. Киреевским как отдельное издание.

## Замысел и создание
В 1816 году доктор Джон Уильям Полидори стал личным врачом лорда Джорджа Гордона Байрона и сопровождал его в путешествии по Европе. В том же году в Швейцарии Байрон и Полидори встретились с Перси Биши Шелли, его девятнадцатилетней гражданской женой Мэри Уоллстонкрафт-Годвин, а также их компаньонкой (сводной сестрой Мэри по отцу) Джейн Клэр Клэрмонт. Клэрмонт была влюблена в Байрона и ради него предприняла своё путешествие, в Швейцарии она познакомила его с Перси Шелли. В первые недели общения поэты стали друзьями и им удалось поселиться рядом. На берегу Женевского озера Байрон снял виллу Диодати, вместе с ним на ней жил его спутник и врач Джон Полидори. Шелли жил в десяти минутах ходьбы от виллы.
В «год без лета» из-за чрезвычайно плохой погоды отдыхающие часто коротали вечера за чтением и беседами. Полидори принимал участие в этих вечерах, вместе с другими читал «Фантасмагориану, или Собрание историй о привидениях, духах, фантомах и проч.» — сборник немецких новелл, напечатанный на французском в 1812 году. Ночью 15 или 16 июля Байрон предложил каждому из присутствующих придумать историю со сверхъестественными силами. Шелли начал рассказывать историю из своей юности, но вскоре потерял интерес к своему рассказу. Сам лорд Байрон придумал историю с главным героем по имени Август Дарвелл. В поездке по Европе Полидори вёл журнал своего путешествия. В нём он подробно описал подробности того вечера, в который Байрон поделился своим рассказом о двух путешествующих друзьях. В Греции один из них умирает, но перед смертью просит друга дать клятву ничего не рассказывать об обстоятельствах смерти. Вернувшись в Англию, путешественник находит своего умершего в Греции друга живым, более того, друг успел завести роман с его сестрой. Байрон не видел будущего у своей истории, поэтому отказался от её дальнейшего развития. 
Мэри Годвин приняла такое предложение всерьёз и сделала первоначальный набросок своего будущего романа «Франкенштейн, или Современный Прометей». Джон Полидори придумал историю о женщине с голым черепом, наказанной за подглядывания в замочную скважину. Именно этот устный рассказ Байрона Полидори удержал в памяти, а затем развил и на его основе написал повесть «Вампир». Имя вампира Полидори позаимствовал в книге «Гленарвон» Каролины Лэм, бывшей возлюбленной лорда Байрона. В своих мемуарах Лэм саркастически называла Байрона лордом Рутвеном.

## Публикация
«Вампир» был впервые опубликован в апреле 1819 года в английском журнале The New Monthly Magazine под авторством лорда Байрона и вызвал большой интерес. В скором времени во Франции был опубликован перевод рассказа, автором также был указан лорд Байрон. Произведение было высоко оценено многими романтическими писателями, а Гетё назвал «Вампира» лучшим произведением Байрона. В майском номере The New Monthly Magazine Полидори раскрывал обстоятельства создания произведения. Сам Байрон писал во Францию с целью указать на то, что не является автором рассказа, однако было уже поздно — экземпляры «Вампира» Байрона разошлись среди читателей. Несмотря на признание Полидори и письма Байрона The New Monthly Magazine опубликовал рассказ отдельным буклетом, автором также был указан Байрон.
Отдельным изданием повесть вышла в том же 1819 году в лондонском издательстве Sherwood, Neely, and Jones. На титульной странице можно увидеть дату поступления в печать, 27 марта 1819 года, до первоначальной публикации в журнале. Изначально титульная страница содержала имя Байрона, но потом его заменили на Полидори.
Повесть стала очень популярна отчасти благодаря имени Байрона и отчасти потому, что Полидори превратил вампира из дикого чудовища в аристократа высших слоёв общества, тем самым романтизировав образ в литературе.

## Персонажи
- Лорд Рутвен[англ.] (в других переводах Ратвен и Ротвен) — английский аристократ, вампир;
- Обри — богатый молодой джентльмен, сирота;
- Ианта — красивая гречанка;
- Сестра Обри — девушка, вышедшая замуж за Марсдена;
- Марсден — он же лорд Рутвен.

## Сюжет
Молодой и богатый сирота Обри обращает внимание на появившегося в высшем обществе Лондона некоего лорда Рутвена, поражающего всех своей эксцентричностью. Узнав, что Рутвен отправляется в путешествие по Европе, Обри присоединяется к нему. В Риме он наблюдает, как лорд Рутвен соблазняет молодую девушку, а на вопрос спутника отвечает, что не собирается на ней жениться; это приводит юношу в гнев, он покидает лорда и отправляется в Грецию. Там он знакомится с молодой гречанкой Иантой, в которую постепенно влюбляется, ведь она не похожа ни на одну из тех, кого он видел в высоком обществе в Англии. Ианта верит в вампиров и рассказывает Обри страшные истории об ужасных смертях от рук этих чудовищ, но англичанин не принимает это всерьёз, хотя в её описаниях он чётко видит черты лорда Рутвена, отчего ему становится не по себе. Однажды Обри отправляется в путешествие, но задерживается допоздна и его в темноте настигает буря. Лошадь заносит его к хижине, из которой доносится женский крик, а позже выясняется, что вампир высосал кровь из Ианты и она умерла. У Обри начинается лихорадка, к нему приезжает лорд Рутвен. Юноша выздоравливает и они с лордом путешествуют по греческому полуострову, но на одной из горных дорог на них нападают разбойники, которые ранят Рутвена и тот вскорости умирает. Перед смертью он просит Обри поклясться, что никто в Лондоне не узнает о его смерти в течение года и одного дня. Обри соглашается.
Обри возвращается в Лондон и начинает жить как прежде, но спустя какое-то время в городе обнаруживается живой и невредимый лорд Рутвен. Он напоминает юноше о клятве, а сам тем временем, взяв имя Марсден, начинает соблазнять сестру Обри. Не в силах нарушить клятву, Обри получает нервный срыв. Его заключают в комнату с прислугой, приняв за психически больного, и никуда не выпускают. Проходит год со дня клятвы лорду Рутвену, всё готово к его свадьбе с сестрой Обри. За день до свадьбы юноша пишет сестре письмо с предостережением и просьбой хотя бы на несколько часов задержать церемонию, но письмо читает доктор и, приняв за бред, не передаёт адресату. Лорд Рутвен и сестра Обри обручаются, наутро её находят обескровленной, а лорд Рутвен исчезает.

## Влияние и адаптации
Повесть Полидори оказала большое влияние на восприятие темы вампиризма. Текст «Вампира» рассматривается как парадигматический и — вместе с «Дракулой» Брэма Стокера и другими — «часто цитируются как почти фольклорные тексты о вампиризме». В частности, каноническими чертами «вампирских» произведений стали перемещения из «цивилизованного мира» в «варварские», таинственные и таящие угрозу, земли, а также загадочная обворожительность вампиров.
В 1819 году в Нью-Йорке под псевдонимом Урия Дерик Д’Арси был опубликован рассказ «Чёрный вампир. Легенда о святом Доминго», который по мнению некоторых исследователей мог быть написан под влиянием популярности повести Полидори.
Уже спустя год после первой публикации во Франции вышел роман Кипьена Берара Lord Ruthwen ou Les vampires (рус. «Лорд Рутвен, или Вампиры»), но также под другим именем, авторство приписывалось известному писателю Шарлю Нодье. Сам Нодье, написавший предисловие к французскому переводу «Вампира», в 1820 году превратил повесть в нашумевшую по всей Европе пьесу в трёх действиях Le Vampire. Рассказ лёг в основу романтической оперы «Вампир» Генриха Маршнера и одноимённой оперы Петера Йозефа фон Линдпайнтнера, поставленные в 1828 году. На премьере оперы Маршнера присутствовал Рихард Вагнер и «Вампир» повлиял на создание вагнеровской оперы «Летучий голландец».
В 1820 году была опубликована пьеса Lord Ruthwen ou Les vampires Кипьена Берара. Позже были написаны Der Vampir oder die Totenbraut (1821) Хайнриха Людвига Риттера, Vampyren (1848) Виктора Рюдберга, «Вампир» (1851) Александра Дюма, «Эра Дракулы» (1992) Кима Ньюмана, «Тайная история лорда Байрона, вампира» (1995) и «Раб своей жажды» (1996) Тома Холланда.
Орест Сомов в рассказе «Оборотень» 1829 года упоминает «байроновского» Вампира в размышлениях о страшных произведениях. Следом за ним А. С. Пушкин упоминает лорда Рутвена в III главе романа «Евгений Онегин»:
Британской музы небылицы

Тревожат сон отроковицы,

И стал теперь её кумир

Или задумчивый Вампир
М. Ю. Лермонтов в первоначальном варианте предисловия (1841) к роману «Герой нашего времени» также отсылает читателя к герою Полидори, перекликаясь с Пушкиным:
— Вы мне опять скажете, что человек не может быть так дурен — а я вам скажу, что вы все почти таковы; иные немного лучше, многие гораздо хуже. Если вы верили. Если вы верили существованию Мельмота, Вампира и других — отчего же вы не верите в действительность Печорина?
Слова Печорина в эпизоде ухаживания за княжной Мэри допускают отождествление героя с байроновским вампиром:
<…>она проведет ночь без сна и будет плакать. Эта мысль мне доставляет необъятное наслаждение: есть минуты, когда я понимаю Вампира!.. А еще слыву добрым малым и добиваюсь этого названия
Частично под влиянием «Вампира» была написана готическая повесть «Упырь» А. К. Толстого. С «Вампиром» у «Упыря» Толстого похожие завязки — оба произведения начинаются на светских приёмах. В романе Александра Дюма «Граф Монте-Кристо» графиня Г. называет графа Монте-Кристо лордом Рутвеном за его схожесть с персонажем Полидори. Отправляя графине приз, выигранный её лошадью, Монте-Кристо подписывается именем Рутвена.
В честь главного героя рассказа в 1989 году была учреждена литературная премия Lord Ruthven Award — «за лучшее произведение о вампирах».
Вольной адаптацией рассказа стал фильм 1945 года «Призрак вампира» с Джоном Эбботтом в главной роли, в картине место действия перенесено из Англии и Греции в Африку. В 1992 году на телеканале BBC2 состоялась премьера музыкального мини-сериала «Вампир: Мыльная опера», основанного на опере Маршнера и рассказе Полидори. Рипли (персонаж, списанный с лорда Рутвена), замороженный в конце XVIII века, возрождается в наше время и становится успешным бизнесменом. В 2007 году по мотивам рассказа был снят испанский короткометражный фильм The Vampyre by John W. Polidori. В 2016 году студия Britannia Pictures анонсировала полнометражную адаптацию «Вампира». Производство фильма планировалось начать в конце 2018 года, а съёмки провести в Великобритании, Италии и Греции. Режиссером фильма был назначен Роуэн М. Эш, а релиз намечен на октябрь 2019 года, но после перенесён на 2021 год.

## Переводы на русский
Первый перевод «Вампира» на русский язык был сделан Петром Васильевичем Киреевским, опубликовавшим в 1828 году рассказ отдельным изданием с примечаниями и другим переводом неоконченного сочинения Байрона. Отдельное издание на русском языке сопровождалось подзаголовком «Повесть рассказанная лордом Байроном», хотя в предисловии признаётся авторство Полидори. В том же издании был опубликован перевод отрывка Байрона про Августа Дарвела, рассказанный писателем на вилле.
На протяжении более полутора веков перевод Киреевского оставался единственным официальным переводом произведения на русский язык, пока в 90-е годы XX века в различных антологиях и сборниках не начали публиковаться новые. К ним относятся переводы, выполненные А. Бутузовым (1992), А. Чикиным (1993), С. Б. Лихачёвой (1999), Р. Полевой (2001) и С. Шик (2007) и А. Адамышевой (2012).